# Basilique Saint-Martin d'Amberg

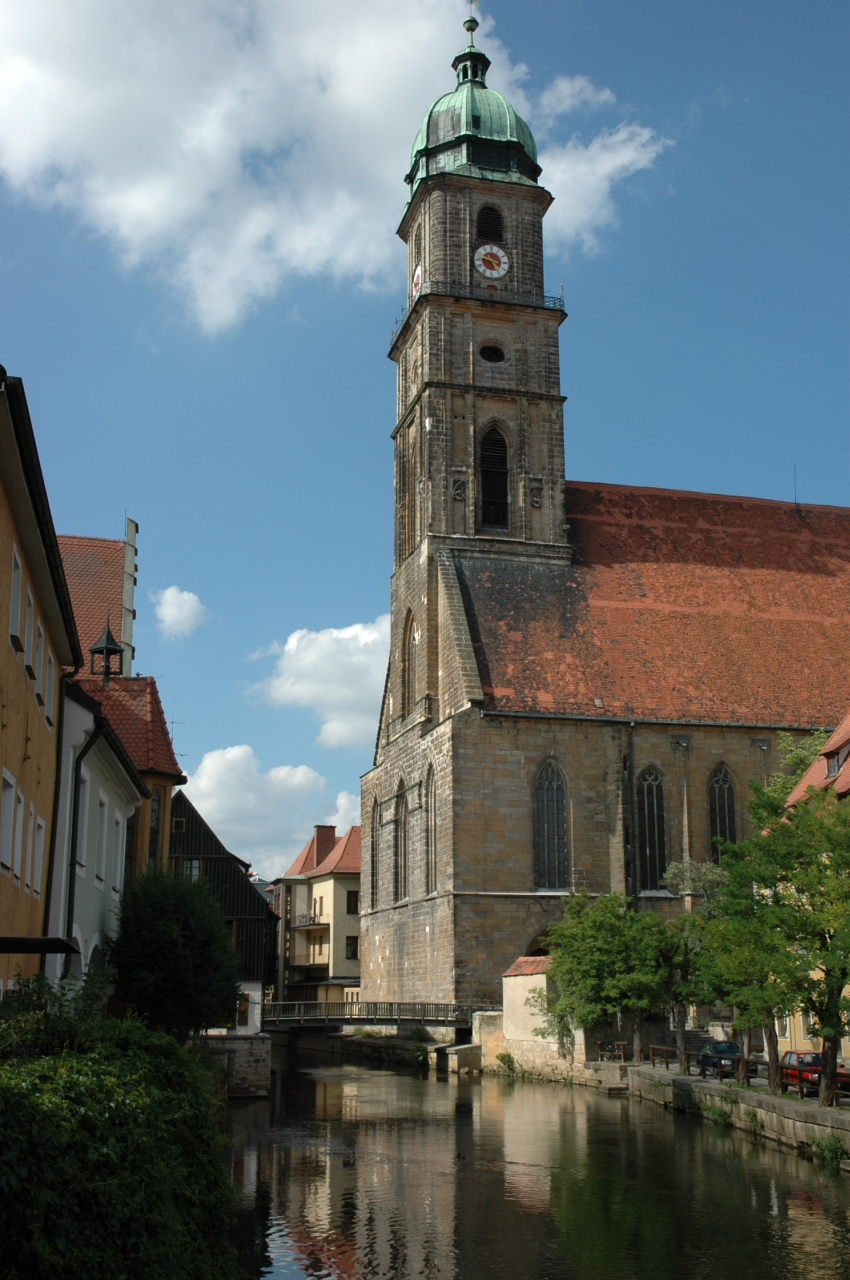
Vue de la basilique Saint-Martin.

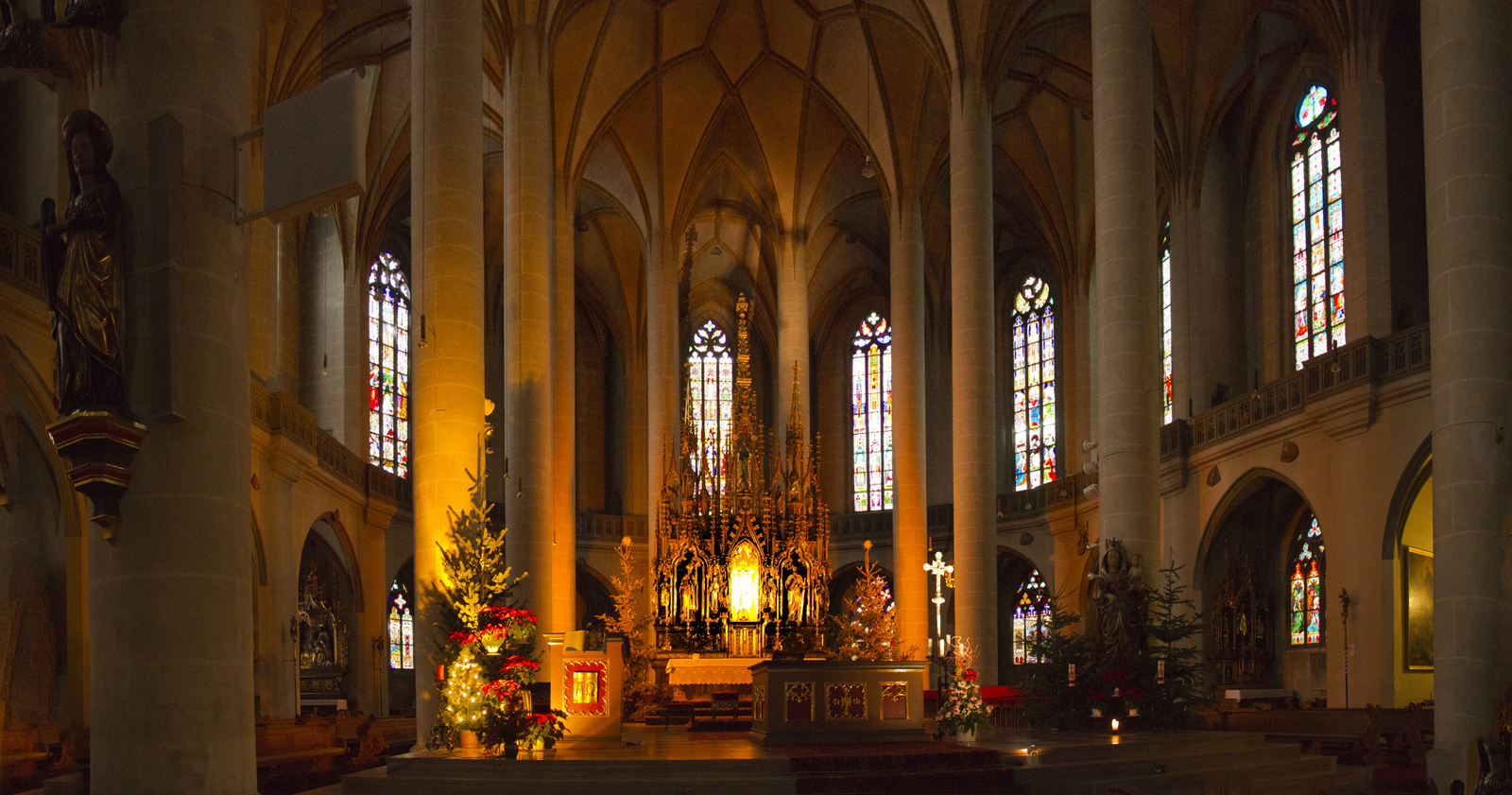
Intérieur de Saint-Martin.

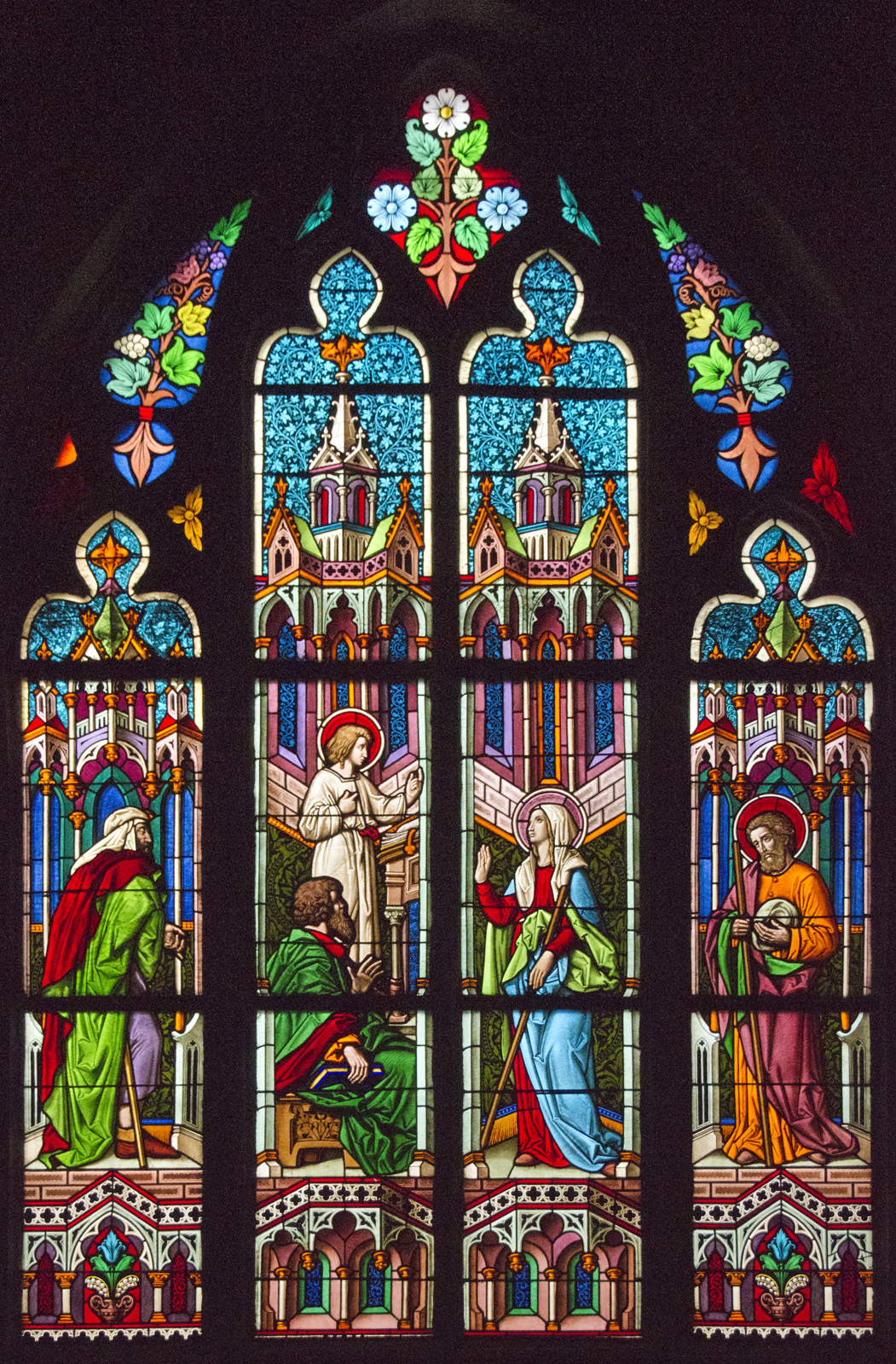
Vitrail de la façade Sud.

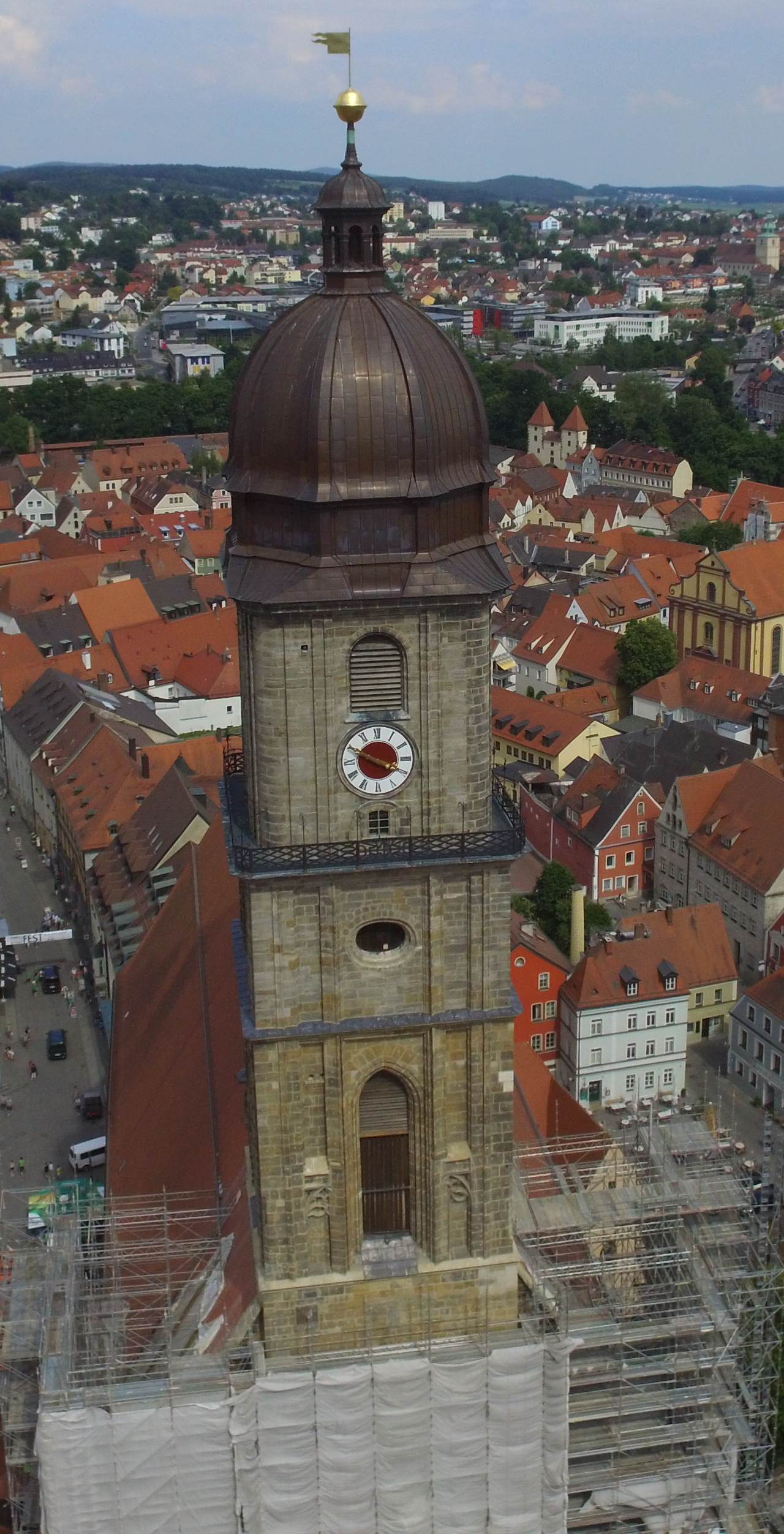
Vue d'en haut.

La basilique Saint-Martin est une église catholique située à Amberg en Bavière. Elle dépend du diocèse de Ratisbonne et a été élevée au rang de basilique mineure le 27 septembre 1980. Elle est dédiée à saint Martin.

## Histoire
Cette église située au sud de la place du Marché (Marktplatz) est construite par les bourgeois d'Amberg à partir de 1421 en gothique tardif. Cette église-halle possède trois nefs. Elle mesure 72 mètres de longueur et 27,8 mètres de largeur. La tour accessible au public mesure près de 92 mètres de hauteur. Une couronne de dix-neuf chapelles entoure l'église, qui sont fermées au sommet par une galerie commune. En termes de conception, la basilique Saint-Martin est devenue un modèle pour de nombreuses églises des Monts Métallifères saxons.
Quelques décennies après son achèvement, au cours de la Réforme, des services protestants y ont lieu à partir de 1544, puis en 1557 l'église est ravagée par les calvinistes menés par l'électeur Othon-Henri. Ils détruisent les autels latéraux et les statues et plus tard les fresques et toute la décoration intérieure.  
À la Contre-Réforme, l'église reçoit un nouveau maître-autel baroque avec un tableau de Gaspar de Crayer, élève de Rubens. Après les dommages causés par les bombardements de 1703 pendant la Guerre de Succession d'Espagne - les vitraux sont brisés - l'église est entièrement baroquisée. En 1720, la tour prend sa forme actuelle. 
Les vitraux et le mobilier néo-gothique d'aujourd'hui proviennent d'une restauration de la fin du XIXe siècle. Une rénovation complète est en cours depuis 2003; celle de la charpente et du toit a été achevée avec succès en 2009, celle de la fondation et de la tour en 2017. La façade et l'intérieur sont toujours en travaux.

## Basilique mineure

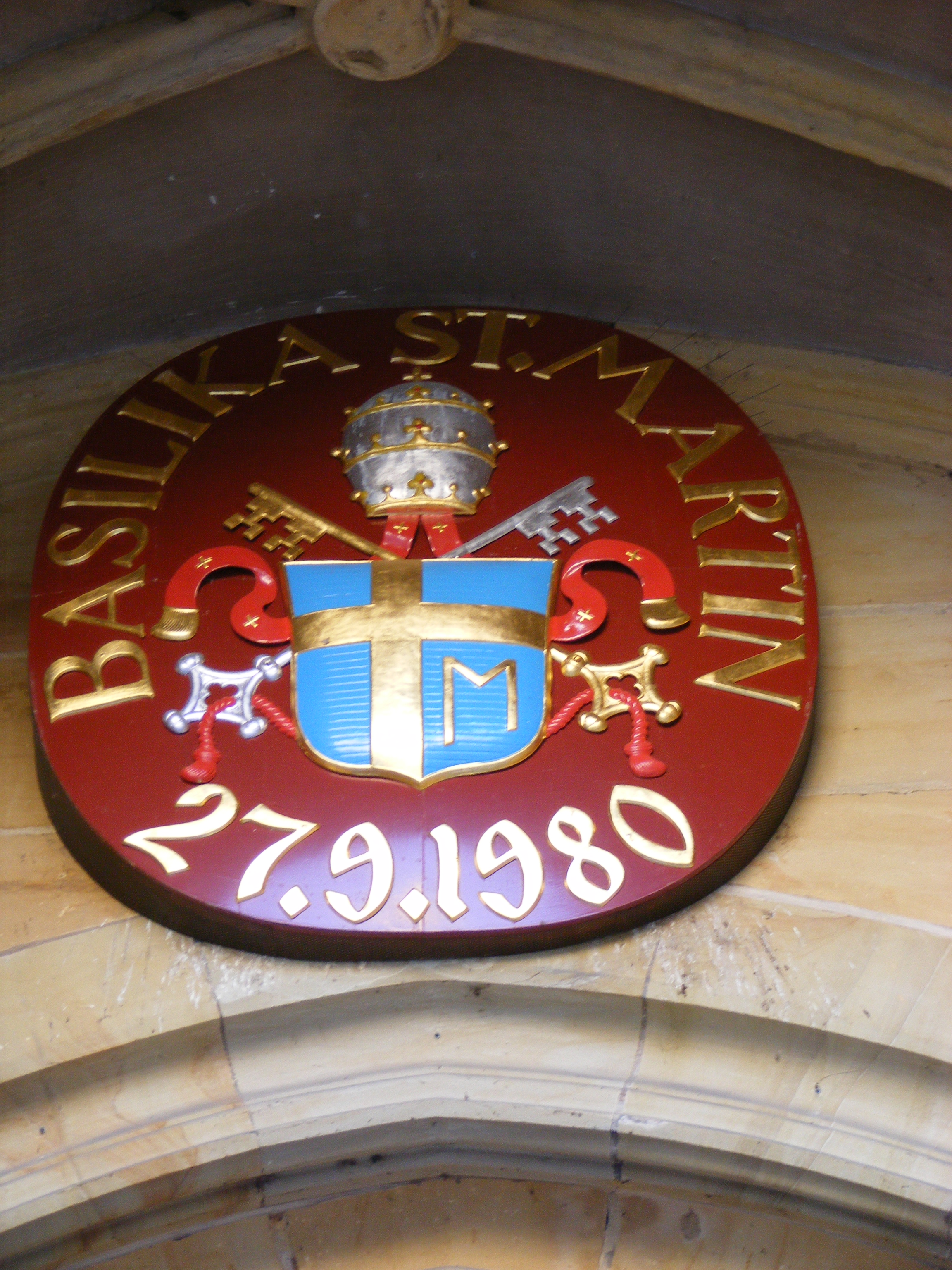
Blason pontifical de Jean-Paul II avec le jour d'érection de l'église en basilique, au-dessus du portail.

En raison de son importance pour la région, le Pape Jean-Paul II élève l'église paroissiale Saint-Martin au rang de basilique mineure le 27 septembre 1980, par la Lettre apostolique Inter templa,.

## Charpente
La structure du toit est unique pour son époque. Avec des poutres et des chevrons de près de 28 mètres de longueur chacun, une structure de toit est construite en porte-à-faux faite de poutres entièrement en bois.

## Orgue
L'instrument a été fabriqué en 1968 sous le nom d'Opus 4993 par la société Eberhard Friedrich Walcker de Louisbourg. Il a un jeu mécanique et des registres électriques.
En 1973, il a été agrandi pour inclure un mouvement de bombardier avec un mécanisme d'action électrique, qui peut être joué à partir du premier clavier manuel.